# Ле-Реку
Ле-Реку́ (фр. Le Recoux) — колишній муніципалітет у Франції, у регіоні Окситанія, департамент Лозер. Населення — 126 осіб (2011).
Муніципалітет був розташований на відстані близько 510 км на південь від Парижа, 100 км на північний захід від Монпельє, 35 км на південний захід від Манда.

## Історія
До 2015 року муніципалітет перебував у складі регіону Лангедок-Русійон. Від 1 січня 2016 року належав до нового об'єднаного регіону Окситанія.
1 січня 2017 року Ле-Реку, Ле-Массгро, Сен-Жорж-де-Левежак, Сен-Ром-де-Долан i Ле-Вінь було об'єднано в новий муніципалітет Массгро-Косс-Горж.

## Демографія
Динаміка населення (Cassini ):
Розподіл населення за віком та статтю (2006):
| Стать | Всього | До 15 років | 15-24 | 25-44 | 45-64 | 65-85 | Понад 85 |
| --- | ------ | ----------- | ----- | ----- | ----- | ----- | -------- |
| Чоловіки | 48     | 4           | 4     | 12    | 24    | 4     | 0        |
| Жінки | 60     | 16          | 8     | 24    | 4     | 8     | 0        |
| \| Статево-вікова піраміда \| Статево-вікова піраміда \| Статево-вікова піраміда \| \| ----------------------- \| ----------------------- \| ----------------------- \| \| Чоловіки \| Вік \| Жінки \| \| 0 \| 85 + \| 0 \| \| 4 \| 80-84 \| 0 \| \| 0 \| 75-79 \| 4 \| \| 0 \| 70-74 \| 0 \| \| 0 \| 65-69 \| 4 \| \| 0 \| 60-64 \| 0 \| \| 8 \| 55-59 \| 0 \| \| 8 \| 50-54 \| 0 \| \| 8 \| 45-49 \| 4 \| \| 0 \| 40-44 \| 8 \| \| 8 \| 35-39 \| 4 \| \| 4 \| 30-34 \| 8 \| \| 0 \| 25-29 \| 4 \| \| 0 \| 20-24 \| 4 \| \| 4 \| 15-20 \| 4 \| \| 0 \| 10-14 \| 0 \| \| 0 \| 5-9 \| 8 \| \| 4 \| 0-4 \| 8 \| |        |             |       |       |       |       |          |
| Статево-вікова піраміда |        |             |       |       |       |       |          |
| Чоловіки | Вік    | Жінки       |       |       |       |       |          |
| 0 | 85 +   | 0           |       |       |       |       |          |
| 4 | 80-84  | 0           |       |       |       |       |          |
| 0 | 75-79  | 4           |       |       |       |       |          |
| 0 | 70-74  | 0           |       |       |       |       |          |
| 0 | 65-69  | 4           |       |       |       |       |          |
| 0 | 60-64  | 0           |       |       |       |       |          |
| 8 | 55-59  | 0           |       |       |       |       |          |
| 8 | 50-54  | 0           |       |       |       |       |          |
| 8 | 45-49  | 4           |       |       |       |       |          |
| 0 | 40-44  | 8           |       |       |       |       |          |
| 8 | 35-39  | 4           |       |       |       |       |          |
| 4 | 30-34  | 8           |       |       |       |       |          |
| 0 | 25-29  | 4           |       |       |       |       |          |
| 0 | 20-24  | 4           |       |       |       |       |          |
| 4 | 15-20  | 4           |       |       |       |       |          |
| 0 | 10-14  | 0           |       |       |       |       |          |
| 0 | 5-9    | 8           |       |       |       |       |          |
| 4 | 0-4    | 8           |       |       |       |       |          |

## Економіка
2010 року серед 74 осіб працездатного віку (15—64 років) 61 була активною, 13 — неактивними (показник активності 82,4%, у 1999 році було 73,8%). З 61 активної мешканців працювало 59 осіб (30 чоловіків та 29 жінок), безробітними було 2 (0 чоловіків та 2 жінки). Серед 13 неактивних 5 осіб було учнями чи студентами, 5 — пенсіонерами, 3 були неактивними з інших причин.

У 2010 році в муніципалітеті числилось 56 оподаткованих домогосподарств, у яких проживали 133,0 особи, медіана доходів виносила 15 411 євро на одного особоспоживача